# Achaearyopa
Achaearyopa là một chi nhện trong họ Theridiidae.